# Synidotea ezoensis
Synidotea ezoensis är en kräftdjursart som beskrevs av Nunomura 1991. Synidotea ezoensis ingår i släktet Synidotea och familjen tånglöss. Inga underarter finns listade i Catalogue of Life.